# Корн-Крік (Південна Дакота)
Корн-Крік (англ. Corn Creek) — переписна місцевість (CDP) в США, в окрузі Меллетт штату Південна Дакота. Населення — 113 особи (2020).

## Географія
Корн-Крік розташований за координатами 43°34′35″ пн. ш. 101°12′22″ зх. д. / 43.57639° пн. ш. 101.20611° зх. д. (43.576304, -101.206170).  За даними Бюро перепису населення США в 2010 році переписна місцевість мала площу 5,45 км², з яких 5,28 км² — суходіл та 0,16 км² — водойми.

## Демографія
Згідно з переписом 2010 року, у переписній місцевості мешкало 105 осіб у 24 домогосподарствах у складі 17 родин. Густота населення становила 19 осіб/км².  Було 29 помешкань (5/км²).
Расовий склад населення:
| - 100,0 % — корінних американців |

До двох чи більше рас належало 0,0 %. Частка іспаномовних становила 0,0 % від усіх жителів.
За віковим діапазоном населення розподілялося таким чином: 43,8 % — особи молодші 18 років, 46,7 % — особи у віці 18—64 років, 9,5 % — особи у віці 65 років та старші. Медіана віку мешканця становила 22,3 року. На 100 осіб жіночої статі у переписній місцевості припадало 133,3 чоловіків;  на 100 жінок у віці від 18 років та старших — 136,0 чоловіків також старших 18 років.
За межею бідності перебувало 55,6 % осіб, у тому числі 31,6 % дітей у віці до 18 років та 63,6 % осіб у віці 65 років та старших.
Цивільне працевлаштоване населення становило 16 осіб. Основні галузі зайнятості: освіта, охорона здоров'я та соціальна допомога — 50,0 %, публічна адміністрація — 31,3 %, сільське господарство, лісництво, риболовля — 18,8 %.